# Francesco Pilati
Francesco Pilati (Bologna, ... – ...; fl. XX secolo) è stato un calciatore italiano, di ruolo centrocampista.

## Carriera
Nel 1928 viene messo in lista di trasferimento dal Bologna; nel 1928-1929 è nel Faenza, in Prima Divisione.
Nel 1929 viene acquistato dalla Reggiana e nella stagione 1929-1930 gioca 27 partite in Serie B con la formazione granata, segnando anche 7 reti, la prima delle quali il 2 febbraio 1930 in una partita casalinga vinta per 7-2 contro la Fiumana. A fine stagione passa alla Pistoiese, dove rimane fino al 1932. In seguito giocherà anche nelle serie minori con il Sansepolcro.